# Макьо
Макьо (魔境) е термин от дзен будизма и се дефинира като комбинация от Ма, което означава дявол и кьо, което означава обективен свят. Свързва се с халюцинации и възприятийни изкривявания, които се появяват по време на медитация и могат да бъдат объркани от практикуващия все едно „вижда истинската природа“ или кеншо.
Дзен учителите предупреждават учениците си да пренебрегват тези макьо. Състоянието на ума, което се появява при употреба на наркотици споделя много от характеристиките с тези други форми на по-висше съзнание, независимо от това, което наркотиците могат да предизвикат.